# Amtsgericht Vöhl

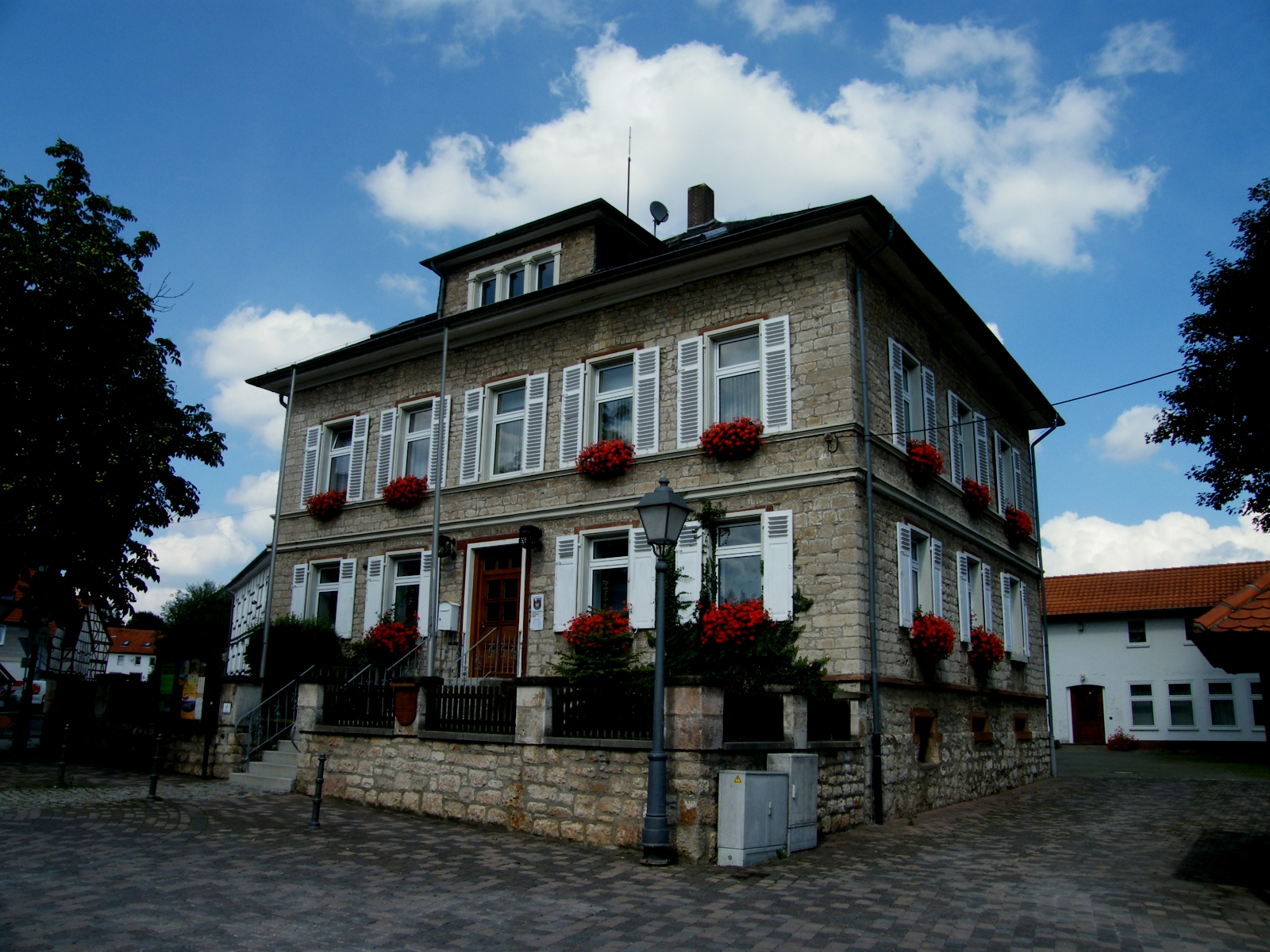
Amtsgerichtsgebäude, heute Rathaus

Das Amtsgericht Vöhl war von 1867 bis 1932 ein Gericht mit Sitz in Vöhl im heutigen Landkreis Waldeck-Frankenberg in Nordhessen.

## Gründung
Der Deutsche Krieg, in dem das Großherzogtum Hessen auf der Seite der Verlierer stand, wurde zwischen dem Königreich Preußen und dem Großherzogtum mit dem Friedensvertrag vom 3. September 1866 beendet. Nach Art. 14 Abs. 2 Nr. 2 wurde der Kreis Vöhl an Preußen abgetreten. Dieser war identisch mit dem Bezirk des Landgerichts Vöhl.
Im Juni 1867 passte Preußen in den erbeuteten Gebieten die Gerichtsorganisation an die eigene Struktur an: Die bisherigen Landgerichte wurden aufgehoben und durch Amtsgerichte ersetzt. Funktionaler Nachfolger des Landgerichts Vöhl wurde damit das Amtsgericht Vöhl.

## Bezirk
Der Gerichtsbezirk bestand aus:
- Altenlotheim
- Asel,
- Basdorf,
- Buchenberg,
- Deisfeld,
- Dorfitter,
- Eimelrod,
- Harbshausen,
- Hemmighausen,
- Herzhausen,
- Heringhausen
- Kirchlotheim,
- Marienhagen,
- Niederorke,
- Obernburg,
- Ober-Werbe,
- Schmittlotheim,
- Thalitter und
- Vöhl.

## Obergericht
Gericht zweiter Instanz war zunächst das Appellationsgericht Wiesbaden. Im Jahre 1869 wurde das Kreis- bzw. später Landgericht Marburg das übergeordnete Gericht.

## Ende
Das Amtsgericht Vöhl wurde 1932 aufgehoben. Sein Bezirk wurde teilweise dem Amtsgericht Frankenberg (Eder) und teilweise dem Amtsgericht Jesberg zugeordnet.

## Gebäude
Das Amtsgericht war in einem zuvor vom Landgericht Vöhl genutzten, 1845 bis 1847 für dieses an der Ecke Schloßstraße / Henkelstraße (heute: Schlossstraße 1) errichteten Gebäude untergebracht. Der klassizistische zweigeschossige Bau mit fünf und drei Achsen hat einen quadratischen Grundriss. Der Sockel besteht aus rotem Buntsandstein, darüber stehen Mauern aus grob behauenen Handquadern. Die beiden Geschosse trennt ein profiliertes Geschossgesims und im Obergeschoss gibt es zusätzlich ein profiliertes Brüstungsgesims. Ein flaches Walmdach über einem breiten Traufgesims bildet seinen oberen Abschluss. Im Erdgeschoss lagen die Diensträume, im oberen Geschoss die Dienstwohnung des Landrichters. Weiter gab es Nebengebäude (Ställe und Schuppen). Nach 1932 ging das Gebäude in das Eigentum der Stadt über, die es seitdem als Rathaus nutzt. Das Gebäude ist heute aufgrund des Hessischen Denkmalschutzgesetzes ein Kulturdenkmal aus geschichtlichen und städtebaulichen Gründen und steht unter Denkmalschutz.

## Richter
- Amtsrichter Johann Ernst Friedrich Albert Calmberg (1867–1872), seit 1868 als Oberamtsrichter. Er war bereits seit 1853 als Landrichter in Vöhl tätig gewesen.
- Amtsrichter Karl Theis (1872–1888) (ab 1879: Amtsgerichtsrat)
- Amtsrichter Lahmeyer (1888–1896)
- Amtsrichter Stüve (1896–1901)
- Amtsrichter Ernst Grote (1901–1920) (ab 1909: Amtsgerichtsrat)
- Amtsgerichtsrat Gustav Förster (1921–1932)